# 福寿街 (郑州)
福寿街是河南省郑州市一条南北走向的道路，位于郑州火车站东，北起解放路，与铭功路相通，南至大同路接敦睦路，全长685米，宽50余米。

## 历史
福寿街自1904年至今已百年历史。郑州火车站建起之后，福寿街一带迅速发展成为商贸区，福寿街两侧的客栈和货栈林立，成为商业性街道，至1915年，商业发展已初具规模。当时，有一家棉花商行老板的生意在福寿街上非常兴隆，这个老板同情穷人，乐善好施，在郑县商务会的支持下建立了“祈寿堂”来接济无家可归的人。在给福寿街起名的时候，郑县商务会长荆丙炎取“祈寿堂”为老人多福多寿做好事之意，将此街定名为福寿街。
至1935年，福寿街一直是以棉花市场为主，后来，福寿街南段还集中了英美烟草公司、南洋兄弟烟草公司、美孚、德士古等国外来华公司在郑州的经销商或代理商。当时的福寿街很是气派，并有巡警维持治安。
文化大革命时期兴起改名风，福寿街改名为胜利南路，1983年又恢复原名。
80年代起，福寿街先后进行多次拓宽改造，南端与敦睦路相通，成为火车站附近的一条主干道。